# 젠산구
젠산구(한국어: 첨산구, 중국어: 尖山区, 병음: Jiānshān Qū)는 중화인민공화국 헤이룽장성 솽야산시의 행정 구역이다. 넓이는 118km2이며, 인구는 2007년 기준으로 220,000명이다.

## 행정 구역
6개 가도, 1개 향을 관할한다.
- 가도: 八马路街道, 二马路街道, 中心站街道, 富安街道, 窑地街道, 铁西街道.
- 향: 安邦乡.